# Droyßig
Droyßig é um município da Alemanha, situado no distrito de Burgenlandkreis, no estado de Saxônia-Anhalt. Tem 20,31 km² de área, e sua população em 2019 foi estimada em 1.969 habitantes.